# Terrorizer (együttes)
A Terrorizer (kiejtése: terrorájzör) amerikai death metal/grindcore együttes. Jelenlegi tagjai: Sam Molina, Lee Harrison és Pete Sandoval. Korábbi tagok: Oscar Garcia, Jesse Pintado, Alfred Estrada (becenevén Garvey), Tony Norman, Anthony Rezhawk, Katina Culture és David Vincent. A Terrorizer 1986-ban alakult Los Angelesben. A zenekarnak kötődése van a híres Napalm Death zenekarhoz is, amely szintén death metal zenét játszik. Az együttes Fear of Napalm című száma megtalálható a Grand Theft Auto IV videójátékban is. A Terrorizer háromszor is feloszlott az évek során, viszont 2009-ben újraegyesültek, és a mai napig működnek. Pete Sandoval és David Vincent a híres Morbid Angel együttesből mentek át a Terrorizerbe. A grindcore mufaj úttörői közé tartoznak. Az 1993-ban alakult extrém metal témájú újság is erről az együttesről kapta nevét.

## Stúdióalbumok
- World Downfall (1989)
- Darker Days Ahead (2006)
- Hordes of Zombies (2012)
- Caustic Attack (2018)